# Gérard Pinson
Pour les articles homonymes, voir Pinson (homonymie).
Gérard Pinson est un journaliste de télévision français.

## Indications biographiques
Rédacteur en chef de FR3 Orléans, il monte à Paris et devient rédacteur en chef à FR3. Il présente 19/20 et Soir 3 dans les années 1980.
Il est mort des suites d'un accident de la route le 2 décembre 1990 à l'âge de 40 ans.

## Source
- « Mort de Gérard Pinson », L'Humanité, 3 décembre 1990.